# پاکستان شرقی
پاکستان شرقی (به بنگالی:পূর্ব পাকিস্তান، اردو:مشرقی پاکستان) که نام قبلی آن (و حتی گاهی در محافل محلی همزمان) بنگال شرقی بود، در میان سال‌های ۱۹۵۵ تا ۱۹۷۱ میلادی یکی از ایالت‌های پاکستان بود که در منطقهٔ بنگال در شمال خاوری شبه‌جزیره هند قرارداشت. این ایالت از خاک اصلی پاکستان جدا افتاده بود و برون‌بوم حساب می‌شد، در نهایت پاکستان شرقی در جریان جنگ آزادی‌بخش بنگلادش در سال ۱۹۷۱میلادی از پاکستان جدا شد و به صورت کشوری مستقل به نام بنگلادش یا بنگال شرقی درآمد (بصورت یکی از ایالات هند، با قبول این واقعیت که بنگلادش در محاصره هند قرار دارد و هیچگاه دارای استقلال صد در صد نیست و راه الحاق آن به هند باز باشد).

## تاریخچه
این منطقه تا ۱۹۴۷ میلادی بخشی از مستعمرهٔ بریتانیایی راج انگلیس بود که توسط این دولت به دو منطقهٔ مسلمان‌نشین بنگال شرقی و هندونشین بنگال غربی تقسیم شده‌بود. در ۱۹۴۷ و با چندپارگی هند، بخش‌های مسلمان‌نشین بنگال به حاکمیت پاکستان پیوستند. تا ۱۹۵۴ این ایالت خودمختار بود و کنترل آن در دست مسلم لیگ پاکستان به رهبری نورالامین بود. در ۱۹۵۵ پاکستان شرقی با مرکزیت داکا بنیاد نهاده‌شد. در انتخابات پس از تأسیس بنگلادش شرقی، مسلم لیگ از ائتلاف حزب‌های کمونیست، حزب سوسیالیست کارگران کشاورزان و عوامی لیگ شکست‌خورد و عوامی لیگ بر سر کار آمد و حسین سهروردی به نخست‌وزیری رسید. در ۱۹۵۸ ژنرال ایوب خان -که مورد پشتیبانی آمریکا بود- با خشونت به حکومت سوسیالیست‌ها پایان داد و حزب‌های سیاسی را منحل نمود. در انتخابات ۱۹۶۵، مردم پاکستان شرقی همصدا با بخش غربی کشور به فاطمه جناح رای دادند، ولی به ظاهر با دستکاری رای‌ها باز ایوب‌هان به پیروزی رسید. در ۱۹۶۶ میل به استقلال در پاکستان شرقی سبب‌ساز جنبش شش‌هدف گردید. در انتخابات ۱۹۷۰ عوامی لیگ توانست در این سرزمین به اکثریت آرا دست‌یابد. پس از انتخابات ژنرال یحیی خان رئیس‌جمهور وقت پاکستان کوشید تا با عوامی لیگ برای تقسیم قدرت وارد مذاکره شود، ولی مذاکره به جایی نینجامید. در نتیجه یحیی خان اقدام به عملیات نظامی برای سرکوب عوامی لیگ زد؛ در پاسخ عوامی لیگ در ۱۹۷۱ استقلال پاکستان شرقی را اعلام نمود و جنگ آزادی‌بخش بنگلادش با پاکستان آغاز گردید. در این جنگ هندوستان از پاکستان شرقی پشتیبانی نمود. جنگ ۹ ماه به طول انجامید تا سرانجام پاکستانی‌ها در ۱۶ دسامبر ۱۹۷۱ در شهر داکا تسلیم شدند و بنگلادش رسماً به استقلال دست‌یافت.